# La Quiete
La Quiete es una banda italiana de screamo que comparte miembros con Raein. Se formó el año 2000 en Forlì, Emilia-Romaña, Italia. Entre sus influencias podemos nombrar a Orchid, Bad Brains, Gang Green y Altro.

## Miembros
- Fulvio - voz
- Andrea - guitarra
- Cebio - guitarra
- Angelino - bajo
- Michele - batería

## Exmiembros
- Fobbeo - bajo
- Rocco - guitarra
- Boris - voz

## Discografía
- 2002 - Split 7" w/ Acrimonie (Life of Hate)
- 2003 - v/a The Microwave Says to the Pacemaker (2x7", Slave Union)
- 2003 - Split 7" w/ The Apoplexy Twist Orchestra (Heroine)
- 2003 - Split 7" w/ Catena Collapse (Heroine/Adagio830)
- 2004 - v/a Wayfarer's All (LP, Owsla)
- 2004 - Split 7" w/ KC Milian (Cragstan Astronaut)
- 2004 - Split 7" w/ The Pine (Broken Hearts Club)
- 2004 - La fine non e la fine (CD/10"/LP, Heroine, React With Protest, Gasping For Breath)
- 2005 - v/a This Is Your Life (2xLP, Ape Must Not Kill Ape)
- 2005 - v/a Emo Armageddon (7", React With Protest)
- 2005 - Split 10"/CD/EP w/ Louise Cyphre (Electric Human Project)
- 2006 - Tenpeun (Perpetual Motion Machine)
- 2006 - 7" (Pure Pain Sugar)